# Eudelus
Eudelus is een geslacht van insecten uit de orde vliesvleugeligen (Hymenoptera) en de familie Ichneumonidae.

## Soorten
- E. agraensis (Rao & Kurian, 1951)
- E. brevicaudator (Aubert, 1966)
- E. granulosus (Davis, 1897)
- E. gumperdensis (Schmiedeknecht, 1897)
- E. nigricoxis (Kiss, 1924)
- E. pallicarpus (Thomson, 1884)
- E. scabrator Villemant, 1982
- E. scabriculus (Thomson, 1884)
- E. scabrufator Villemant, 1982
- E. simillimus (Taschenberg, 1865)